# جرب الغازية (أسلم)

تعديل مصدري - تعديل

جرب الغازية هي إحدى قرى عزلة أسلم الشام بمديرية أسلم التابعة لمحافظة حجة، بلغ تعداد سكانها 57 نسمة حسب تعداد اليمن لعام 2004.